# 基爾冰川
基爾冰川（英語：Kiel Glacier），是南極洲的冰川，位於瑪麗伯德地的愛德華七世地，處於洛克菲勒山脈以東，根據美國探險隊拍攝的空中照片繪入地圖，現時由南極條約體系管理。